# Castellet-lès-Sausses
Castellet-lès-Sausses település Franciaországban, Alpes-de-Haute-Provence megyében. Lakosainak száma 140 fő (2022. január 1.). Castellet-lès-Sausses Braux, Colmars, Entrevaux, Le Fugeret, Méailles, Saint-Benoît, Sausses, Thorame-Haute, Daluis, Saint-Martin-d’Entraunes, Sauze és Villeneuve-d’Entraunes községekkel határos.

## Népesség
A település népességének változása:
| Lakosok száma | 134  | 114  | 119  | 111  | 131  | 132  | 137  | 138  | 138  | 140  |
|               | 1968 | 1982 | 1990 | 2006 | 2013 | 2015 | 2017 | 2019 | 2020 | 2022 |